# Xochipilli

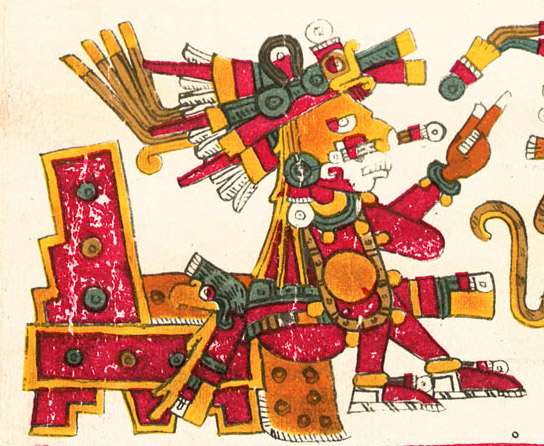
Xochipilli aus dem Codex Borgia

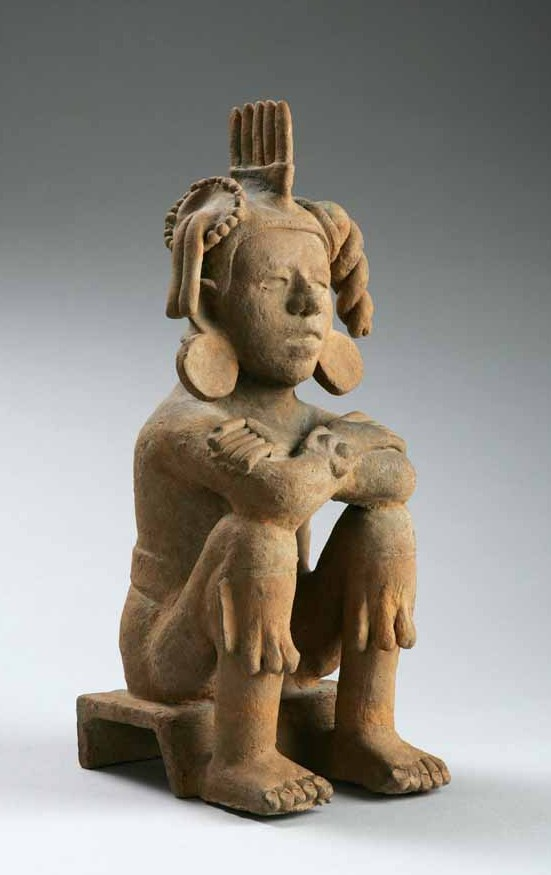
Xochipilli, Aztekische Terrakotta
Lombards Museum

Xochipilli ist in der Mythologie der Azteken der Gott der Liebe, der Blumen, der Musik, des Tanzes, aber auch des Maises. Der Name leitet sich aus den beiden Nahuatl-Begriffen xochitl (Blume) und pilli (Prinz) ab.  Oftmals wird er auch Macuilxochitl (Nahuatl: fünf Blumen) genannt. Einer umstrittenen Theorie zufolge wurde Xochipilli auch als Gottheit der Drogen und des Rausches angebetet.
Xochipilli war mit der menschlichen Frau Mayahuel verheiratet, seine Zwillingsschwester war Xochiquetzal, ebenfalls eine Blumen- und Liebesgöttin, aber auch die Patronin der Schwangeren und der Prostituierten.
Eine Statue Xochipillis aus dem 16. Jahrhundert wurde im 19. Jahrhundert am Vulkan Popocatépetl ausgegraben, sie gilt bis heute als bekannteste Darstellung der Gottheit. Der Sockel, auf dem sich die mit offenem Mund und entrücktem Blick sitzende Gestalt befindet, ist mit mehreren Pflanzenornamenten verziert, die eine Rolle in aztekischen Drogenkulten spielen, etwa halluzinogene Pilze, Tabak oder Ololiuqui. Eine Blumengattung ist bis heute nicht identifiziert.
Mehrere Wissenschaftler vertraten bisher, gestützt auf diese Statue, die Ansicht, dass Riten zu Ehren des Xochipilli eng mit Drogenkonsum verknüpft sind, etwa Albert Hofmann, Entdecker des LSD.
Im Chapultepec-Park von Mexiko-Stadt steht ein Xochipilli-Monument, das Fuente Xochipilli.